# 威塔莉
威塔莉是波利尼西亚神话中的一位女神，喜爱吃人，她名字的意思是“雷”。据说有一次她爱上了一位名叫“食人者”的男子，就杀了一个奴隶，并掏出心脏送给他，被男子以名字为“食人者”但不吃人拒绝，但是威塔莉仍与他结婚生子。后来威塔莉竟然吃她丈夫的亲人，男子却不知，还拿他亲人的骨头做成鱼钩，并把钓到的鱼给威塔莉吃，威塔莉遭天谴而双目失明，后回天上，她的孙子治好了她的双眼。